# Rade Milovanović
Rade Milovanović (ur. 12 listopada 1954, zm. 3 lutego 2024) – bośniacki szachista i trener szachowy, reprezentant Stanów Zjednoczonych od 2002, mistrz międzynarodowy od 1988 roku.

## Kariera szachowa
W 1972 zdobył tytuł mistrza Bośni i Hercegowiny juniorów oraz zwyciężył w mistrzostwach Tuzli. W 1973 zdobył tytuł wicemistrza Jugosławii juniorów, jak również tytuł mistrza państw bałkańskich juniorów oraz wystąpił w drużynie Jugosławii w rozegranych w Poiana Brașov drużynowych mistrzostwach państw bałkańskich, zdobywając brązowy medal. W 1988 zwyciężył w trzech międzynarodowych turniejach, rozegranych w Warszawie, Cattolicy oraz Madonna di Campiglio, natomiast w 1989 zajął II miejsce (za Igorem Nowikowem) w Tuzli. W 1994 odniósł największy sukces w karierze, zdobywając w Moskwie srebrny medal olimpijski.
W sierpniu 1998 przeprowadził się do Stanów Zjednoczonych i wraz z rodziną zamieszkał w Dallas. Kilkakrotnie zwyciężył w turniejach rozgrywanych w tym mieście, m.in. w latach 1998 (PanAm Open, dz. I m.), 1999 (Texoma Open, dz. I m.), 2002 ( Texas Masters, I m.) oraz 2008 (US Open, dz. I m.). W 1998 zwyciężył w Houston, w 1999 zdobył tytuł mistrza stanu Teksas, natomiast w 2000 podzielił I m. w turnieju National Open w Las Vegas. Również w 2000 zwyciężył w turnieju szachów błyskawicznych WBCA Grand Prix Blitz w Dallas.
W latach 1981–1998 trenował i zajmował się m.in. prowadzeniem zespołów z Tuzli (w 1994 zdobył tytuł drużynowego mistrza Bośni i Hercegowiny) i Tivatu (w 1998 zdobył tytuł drużynowego mistrza Czarnogóry). Od 2001 jest trenerem szachowej drużyny University of Texas w Dallas.
Najwyższy ranking w karierze osiągnął 1 stycznia 1995, z wynikiem 2450 punktów dzielił wówczas 7-9. miejsce wśród szachistów Bośni i Hercegowiny. Od 2004 w turniejach klasyfikowanych przez Międzynarodową Federacje Szachową startował bardzo rzadko.